# Avicularia walckenaeri
Avicularia walckenaeri är en spindelart som först beskrevs av Perty 1833.  Avicularia walckenaeri ingår i släktet Avicularia och familjen fågelspindlar. Inga underarter finns listade.